# Łętowski IV
Łętowski IV (Lentowski, Radoszewski, Niezgoda odmienny) – kaszubski herb szlachecki, według Przemysława Pragerta odmiana herbu Niezgoda.

## Opis herbu
Opis z wykorzystaniem zasad blazonowania, zaproponowanych przez Alfreda Znamierowskiego:
W polu błękitnym podkowa złota z takąż strzałą na opak w środku, na nich miecz srebrny w pas ostrzem w prawo. Klejnot: nad hełmem w koronie trzy pióra strusie, złote między błękitnymi. Labry błękitne, podbite złotem.

## Najwcześniejsze wzmianki
Herb wymieniany przez Nowego Siebmachera.

## Rodzina Łętowskich
Istniały dwie rodziny tego nazwiska na Kaszubach. Pierwsza, używająca herbu Łętowski, mieszkała w ziemi lęborskiej. Natomiast rodzina używająca herbu Niezgoda, mieszkała w ziemi puckiej. Nazwisko jej pochodzi od wsi Łętowice. W roku 1552 odnowiono przywilej na tę wieś czterem dziedzicom: Johannesowi Bojeslawowi, Petrusowi Glumb, Laurantiusowi Nagacz i Petrusowi Guth. W roku 1570 działy w Łętowicach posiadali Malchior Glaub, Wawrzyniec Nagacz i Petrus Gutt. W kolejnych latach większość Łętowic wykupili Krokowscy. W roku 1648 w Łętowicach wzmiankuje się jednak nadal Łętowskich (panowie Łentowscy). W latach późniejszych rodziny tej w ogóle się nie wzmiankuje w ziemi puckiej. Z roku 1728 pochodzi wzmianka o tym nazwisku w ziemi chełmińskiej, ale nie ma pewności czy chodzi tu o tę samą rodzinę. Przypuszcza się, że rodzina Łętowskich herbu Niezgoda i Niezgoda odmienna mają wspólne pochodzenie z Minkowskimi, Kłanickimi i Radoszewskimi z powodu podobieństwa herbów (w przypadku Radoszewskich wręcz identyczność herbów).

## Herbowni
Łętowski (Lentowski, Łentowski) także z przydomkiem Gut (Gutt). Jest to w rzeczywistości nazwisko jednego z rodów siedzących od XVI wieku w Łętowicach (wspomniany wcześniej Petrus Guth był zapewne jego przedstawicielem). Identycznego herbu używała rodzina o nazwisku Radoszewski (Radoczewski). Obie te rodziny wymieniane są w źródłach przede wszystkim z herbem Niezgoda i taki herb powinien być uznany za ich właściwy herb. Herb Łętowski IV to późno wykształcona odmiana, będąca zapewne bardziej stylizacją Niezgody na modłę niemiecką (elementy tej stylizacji to np. barwiony klejnot).
Łętowscy z ziemi lęborskiej używali herbu Łętowski.